# Arcieparchia di Laodicea dei Melchiti
L'arcieparchia di Laodicea (in latino Archieparchia Laodicena Graecorum Melkitarum) è una sede della Chiesa cattolica greco-melchita in Siria immediatamente soggetta al patriarcato di Antiochia dei melchiti. Nel 2023 contava 12.000 battezzati. È retta dall'arcieparca Georges Khawam, S.M.S.P.

## Territorio
L'arcieparchia comprende i governatorati siriani di Laodicea e Tartus, sulla costa del Mediterraneo.
Sede arcieparchiale è la città di Laodicea, dove si trova la cattedrale di Nostra Signora dell'Annunciazione.
Il territorio è suddiviso in 13 parrocchie.

## Storia
L'arcieparchia è stata eretta il 28 aprile 1961 con la bolla Qui Dei consilio di papa Giovanni XXIII, ricavandone il territorio dall'arcieparchia di Tripoli in Libano. Con questo atto il pontefice confermò la decisione del sinodo melchita di restaurare un'antica sede, fino a quel momento sede titolare.

## Cronotassi

### Vescovi titolari
- Germano Muʿaqqad † (14 marzo 1886 ordinato - 11 febbraio 1912 deceduto)
- Antonio Farage † (1º gennaio 1922 - 7 marzo 1961 nominato arcivescovo titolare di Damiata dei Greco-Melchiti)

### Vescovi residenti
- Paul Achkar † (20 settembre 1961 - 18 agosto 1981 ritirato)
- Michel Yatim † (18 agosto 1981 - 18 luglio 1995 ritirato)
- Fares Maakaroun (31 luglio 1995 - 18 dicembre 1999 nominato arcieparca, titolo personale, di Nostra Signora del Paradiso di San Paolo)
- Nikolas Sawaf (14 gennaio 2000 - agosto 2021 ritirato)
- Georges Khawam, S.M.S.P., dal 17 agosto 2021

## Statistiche
L'arcieparchia nel 2023 contava 12.000 battezzati.
| anno | popolazione | popolazione | popolazione | presbiteri | presbiteri | presbiteri | presbiteri                | diaconi | religiosi | religiosi | parrocchie |
| anno | battezzati  | totale      | %           | numero     | secolari   | regolari   | battezzati per presbitero | diaconi | uomini    | donne     | parrocchie |
| ---- | ----------- | ----------- | ----------- | ---------- | ---------- | ---------- | ------------------------- | ------- | --------- | --------- | ---------- |
| 1970 | 30.000      | 700.000     | 4,3         | 17         | 11         | 6          | 1.764                     |         | 6         | 12        | 18         |
| 1980 | 13.000      | ?           | ?           | 20         | 15         | 5          | 650                       |         | 5         | 14        | 16         |
| 1990 | 10.000      | ?           | ?           | 14         | 11         | 3          | 714                       |         | 3         | 12        | 16         |
| 1997 | 10.000      | ?           | ?           | 18         | 14         | 4          | 555                       |         | 12        | 12        | 19         |
| 2000 | 6.750       | ?           | ?           | 14         | 10         | 4          | 482                       |         | 4         | 13        | 20         |
| 2001 | 10.000      | ?           | ?           | 16         | 12         | 4          | 625                       | 1       | 4         | 16        | 18         |
| 2002 | 10.000      | ?           | ?           | 15         | 10         | 5          | 666                       | 1       | 5         | 12        | 18         |
| 2004 | 10.000      | ?           | ?           | 15         | 11         | 4          | 666                       | 1       | 4         | 13        | 18         |
| 2009 | 10.000      | ?           | ?           | 15         | 10         | 5          | 666                       | 2       | 5         | 9         | 18         |
| 2013 | 14.500      | ?           | ?           | 18         | 13         | 5          | 805                       |         | 6         | 7         | 18         |
| 2016 | 15.000      | ?           | ?           | 15         | 13         | 2          | 1.000                     |         | 2         | 7         | 18         |
| 2019 | 13.000      | ?           | ?           | 17         | 14         | 3          | 764                       |         | 3         | 8         | 18         |
| 2021 | 13.000      | ?           | ?           | 12         | 12         |            | 1.083                     |         |           | 8         | 16         |
| 2023 | 12.000      | ?           | ?           | 16         | 14         | 2          | 750                       |         | 2         | 14        | 13         |